# Osterland (historisch gebied in Duitsland)

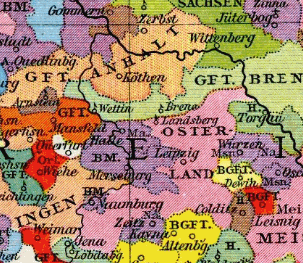
Kaart van Osterland in de dertiende eeuw

Osterland (terra orientalis) is een Duits historisch gebied tussen de Elbe en de Saale in het noorden van het Pleißeland. Het gebied omvat onder meer Leipzig, Eilenburg, Altenburg en Landsberg. De naam is afkomstig van de vroegere naam van de streek, Ostmark. Thans maakt het gebied deel uit van de Duitse staten Thüringen en Saksen.

## Geschiedenis
Het Osterland behoorde oorspronkelijk tot het markgraafschap Landsberg. Na de kinderloze dood van markgraaf Frederik Tuta in 1291, vier weken na het overlijden van koning Rudolf I namen de erfgenamen de vrijheid het markgraafschap te verdelen. Zij maakten daarbij misbruik van de situatie dat er geen koninklijk gezag was. Een deel van het markgraafschap Landsberg komt aan Albrecht de Ontaarde, maar deze verkoopt dit deel aan het markgraafschap Brandenburg. De rest van het markgraafschap wordt verdeeld tussen de broers Frederik I van Meißen en Diezmann van Meißen. Dit gebied zal later Osterland genoemd gaan worden. Diezmann slaagt erin Leipzig te redden  uit de handen van Albrecht de Ontaarde. Deze stad zou het centrum van het Osterland worden. De in 1292 gekozen koning Adolf van Nassau keurde deze deling echter niet goed. In de oorlog die volgde worden de landen door de koning veroverd en in 1296 verliet de markgraaf het land. In 1298 trad een nieuwe koning aan, Albrecht I. Deze benoemde de Boheemse koning Wenceslaus II tot rijksvicaris (stadhouder) voor het markgraafschap Meissen, het Osterland en het Pleißenland. In 1304 werd Wenceslaus door koning Albrecht I afgezet als rijksvicaris.
Op 31 mei 1307 werd de koning bij Lucka verslagen door de markgraven Frederik I en Diezmann. Hierdoor kwam er een definitief eind aan het koninklijk bestuur in de marken en werd het Osterland definitief een onderdeel van de staat van het huis Wettin.
Bij het verdelingsverdrag van Chemnitz op 13 november 1382 werd het Osterland verdeeld tussen Willem I van Meißen en de drie zonen van Frederik III van Meißen
Bij de deling van de landen in 1415 kwamem Pleißenland en delen van het Osterland aan Willem II van Meißen.